# Kirnasia
Kirnasia is een geslacht van kreeftachtigen uit de klasse van de Malacostraca (hogere kreeftachtigen).

## Soorten
- Kirnasia nesisi Burukovsky, 1988
- Kirnasia siedlecki Burukovsky, 1988